# سید محمدرضا هاشمی
سید محمدرضا هاشمی (زاده ۱۳۴۹ شیروان) سیاستمدار و مدیر اجرایی ایرانی است که از آبان ۱۴۰۳ به‌عنوان استاندار خراسان جنوبی فعالیت می‌کند. او از سال ۱۴۰۰ تا ۱۴۰۳ سمت استانداری سمنان را برعهده داشت.

## پیشینه اجرایی
سید محمدرضا هاشمی پیش از این به عنوان معاون استاندار و فرماندار شهرستان مشهد (از سال ۱۳۹۸ تا ۱۴۰۰)، سرپرست استانداری استان قم (در سال ۱۳۹۷) و معاون سیاسی، امنیتی و اجتماعی این استان (در سال ۱۳۹۶)، فرماندار شاهرود، مدیرکل امنیتی و انتظامی استانداری خراسان شمالی (در سال ۱۳۹۲) فعالیت داشته‌است. وی همچنین در سال ۱۳۹۰ به عنوان فرماندار نمونه استان خراسان شمالی، در سال‌های ۱۳۹۳ و ۱۳۹۵ به عنوان فرماندار برتر استان سمنان و در سال ۱۳۹۸ به عنوان فرماندار برتر استان خراسان رضوی انتخاب شد.